# Kamenica (miasto Užice)
Kamenica (cyr. Каменица) – wieś w Serbii, w okręgu zlatiborskim, w mieście Užice. W 2011 roku liczyła 220 mieszkańców.